# Diespeck
Diespeck er en kommune i den mittelfrankiske Landkreis Neustadt an der Aisch-Bad Windsheim i den tyske delstat Bayern. Den er hjemsted for Verwaltungsgemeinschaft Diespeck.

## Geografi
Kommunen ligger i dalen til floden Aisch, området med naturområderne Steigerwald og Frankenhöhe. Nabokommuner er (med uret, fra nord): Münchsteinach, Gutenstetten, Gerhardshofen, Emskirchen, Neustadt an der Aisch og Baudenbach.
Kommunen består af 12 landsbyer:
| - Bruckenmühle - Dettendorf - Diespeck - Ehe | - Hanbach - Klobenmühle - Neumühle - Obersachsen | - Schleifmühle - Sensenhammer - Stübach - Untersachsen |  |

## Historie
En af de vigtigste gamle veje gennem de sumpede lavninger i Aischdalen gik i middelalderen gennem Diespeck. Vejen og dalovergangen var bygget og sikret af en vej og dæmning af træværk, en såkaldt Knüppeldamm, hvilket kan henføre til navnet (die Specke = Knüppelweg).
Navnet Diespeck er brugt første gang i det 12. århundrede i en skrivelse fra 1170.
Der var også et slot i Diespeck, men det nedbrændte i Bondekrigen omkring 1500, og blev aldrig genopbygget.